# Худорба Архип Михайлович
Архи́п Миха́йлович Худорба́ (* між 1748 і 1750 — близько 1799) — син абшитованого військового товариша, член Новгород-Сіверського патріотичного гуртка, козацький старшина, історик родом із села Комані Новгород-Сіверського повіту.
Служив із 18.11.1759 р. при Новгородській сотенній канцелярії. Із 02.1769/1770 року сотенний осавул, із 1772 року — сотенний отаман, а з 2.3.1779 року — сотник Шептаківський. Бунчуковий товариш із 14.08.1783 р, Бажав продовжити військову службу. Із 1785 року — секунд-майор Стародубського карабінерського полку. Із 1790 р. Прем’єр-майор.
Автор «Малороссийской истории», написаної в ліберальному і антиросійському дусі (не збереглася), яка, за припущеннями Олександра Оглоблина, мала бути одним із джерел Історії Русів.

## Біографічні відомості
Худорби — старий козацький рід, який виводив себе від Михайла Кіндратовича Худорбая (Худорбія) — знатного військового товариша, але чи це мало історичні підстави, невідомо. Відомо лише, що Худорби були козаками в Комані, навіть підпомічниками, якими вони записані в актах Румянцевської ревізії 1767 року. Один із них був у чині військового товариша — це Михайло Омелянович Худорба, уродженець Комані, його сином був Архип, інші сини також вийшли в старшину: Опанас був корнетом, а Володимир — значковий товариш.
Архип Худорба народився між 1748 і 1750 роками. Був сотенним канцеляристом, під час Румянцевської комісії записаний «атестованим у сотенні новгородські старшини». З 1769 року він — сотенний осавул і, як такий, рушив того ж року у Турецький похід, воював у Другій армії у 1769—1774 роках, був при розоренні міста Дубоссари, при облозі і взятті Бендер, взятті Перекопської лінії та Перекопа, тобто мав добре знати південь України та Молдавію. 1773 року його призначили сотенним отаманом, а з 1777 року про нього писали, що він «у комплекті при полку перебуває». Його було представлено до чину секунд-майора. Очевидно, зі Стародубським карабінерним полком брав участь у походах Олександра Суворова.
У 1789—1791 роках востаннє записаний як прем'єр-майор у дворянських реєстрах. 1799 року Худорбам було признано право на російське дворянство; можливо, це сталося ще за життя Архипа. Остаточно, право на російське дворянсто за Худорбами було підтверджено Правлючим Сенатом у 1847 році. Олександр Оглоблин припускає, що він помер 1799 року.
Рід Худорбів був відомий на Новгород-Сіверщині в XIX — на початку XX століття. Друге припущення Оглоблина: рукопис історії Худорби знищено або реквізовано 1825 року після повстання декабристів.